# Evarcha nenilini
Evarcha nenilini är en spindelart som beskrevs av Sergey Y. Rakov 1997. Evarcha nenilini ingår i släktet Evarcha och familjen hoppspindlar. Inga underarter finns listade i Catalogue of Life.